# Dorothea Benton Frank
Dorothea Benton Frank (Sullivan's Island, Dél-Karolina, 1951. szeptember 12. – 2019. szeptember 2.) amerikai író.

## Művei
Lowcountry Tales-sorozat
- Sullivan's Island: A Low Country Tale (1999)
- Plantation (2001)
- Isle of Palms: A Lowcountry Tale (2003)
- Shem Creek: A Lowcountry Tale (2004)
- Pawleys Island: A Lowcountry Tale (2005)
- Return to Sullivan's Island (Lowcountry Tales) (2009)
- Lowcountry Summer (2010)
- Folly Beach: A Lowcountry Tale (2011)
- The Hurricane Sisters (2014)
- Same Beach, Next Year (2017)

Regények
- Full of Grace (2006)
- The Land of Mango Sunsets (2007)
- Bulls Island (2008)
- The Christmas Pearl (2008); Karácsony receptre; fordította: Szűr-Szabó Katalin; XXI. Század, Budapest, 2017
- Porch Lights (2012)
- The Last Original Wife (2013); Első feleségek klubja; fordította: Szűr-Szabó Katalin; XXI. Század, Budapest, 2019
- All the Single Ladies (2015); Magányos nők klubja; fordította: Szűr-Szabó Katalin; XXI. Század, Budapest, 2016
- All Summer Long (2016)
- By Invitation Only (2018); Belépés csak meghívóval!; fordította: Lévai Márta; XXI. Század, Budapest, 2019
- Queen Bee (2019)

### Magyarul, időrendben
- Magányos nők klubja; ford. Szűr-Szabó Katalin; ford. Szűr-Szabó Katalin; 21. Század, Bp., 2016
- Karácsony receptre. Minden családnak jár a varázslat; ford. Szűr-Szabó Katalin; 21. Század, Bp., 2017
- Belépés csak meghívóval!; ford. Lévai Márta; ford. Szűr-Szabó Katalin; 21. Század, Bp., 2019
- Első feleségek klubja; ford. Szűr-Szabó Katalin; 21. Század, Bp., 2019